# Lieutenant commander (Royal Navy)
Pour les articles homonymes, voir Lieutenant commander.
Lieutenant commander (souvent abrégé par Lt Cdr) est un grade d'officier supérieur de la Royal Navy. 
Il se classe au-dessus du lieutenant (Lieutenant de vaisseau) et au-dessous du Commander (Capitaine de frégate). Il est noté OF-3 dans le code OTAN des grades. 

Il équivaut au grade de Major dans l'armée de terre britannique et dans les Royal Marines et à celui de Squadron leader dans la Royal Air Force. Il est équivalent au grade de capitaine de corvette dans les marines francophones : française, belge ou canadienne par exemple.
Les officiers de la Royal Navy du grade de Lieutenant commander peuvent servir à la mer pour commander de petits bâtiments de la Navy ou de commandant en second ou chef de service à bord d’un bâtiment plus important. Ils peuvent également occuper des postes dans les établissements à terre ou en état-major.

## Historique
Ayant, à l'origine, moins de grades d’officiers que l'Army (Armée de terre), la Marine scinde certains de ses rangs par ancienneté (temps de grade) pour fournir une équivalence : d’où un lieutenant avec moins de huit ans d’ancienneté porte deux rayures et équivaut à un Captain (capitaine) dans l'Army ; un lieutenant de huit ans ou plus porte deux rayures avec une plus mince entre les deux, et équivaut à un Major. 
Cette distinction a été abolie lorsque le grade de lieutenant-commandant a été introduit en mars 1914, bien que la promotion à ce grade soit restée automatique après huit ans d’ancienneté dans le grade de lieutenant. La promotion automatique a été arrêtée avec l'introduction de "Pay2000" et la promotion n'est désormais accordée qu'au mérite. 

## Insigne et uniforme

Manche
Patte d'épaule

L'insigne porté par un lieutenant-commander de la Royal Navy est deux rayures tressées en or moyen avec une mince bande d'or entre les deux plus larges, placées sur un fond bleu marine/noir. La bande supérieure a la boucle omniprésente utilisée dans tous les insignes de grades d’officiers de Royal Navy, excepté celui de Midshipman. La RAF suit ce modèle avec son grade équivalent de squadron leader (chef d’escadron). 